# Tillandsia crista-gallii
Tillandsia crista-gallii là một loài thuộc chi Tillandsia. Đây là loài đặc hữu của México.